# 哥連臣角新廈靈灰安置所
哥連臣角新廈靈灰安置所（英語：Cape Collinson - San Ha Columbarium）為公眾靈灰安置所，位於香港香港島砵甸乍山北面在柴灣的山腳，由於其座落於歌連臣角道及新廈街的小山坡上，故以此命名。項目於2018年年尾動工，並於2023年首季竣工，其地址為香港柴灣歌連臣角道59號，佔地約1.2公頃，造價約為8億港元，共提供25,000個骨灰龕位。
由於靈灰安置所面積範圍不大，所以該項目工程並不包括紀念花園設施，但一併建有登山扶手電梯，可疏導來往柴灣墳場的人流。
食物環境衞生署先後在2023年7月、2024年9月及2025年5月公佈編配10,104個龕位（包括104個大型龕位和10,000個標準龕位）、10,060個龕位（包括60個大型龕位和10,000個標準龕位）及6,050個龕位（包括50個大型龕位和6,000個標準龕位）。

## 設施

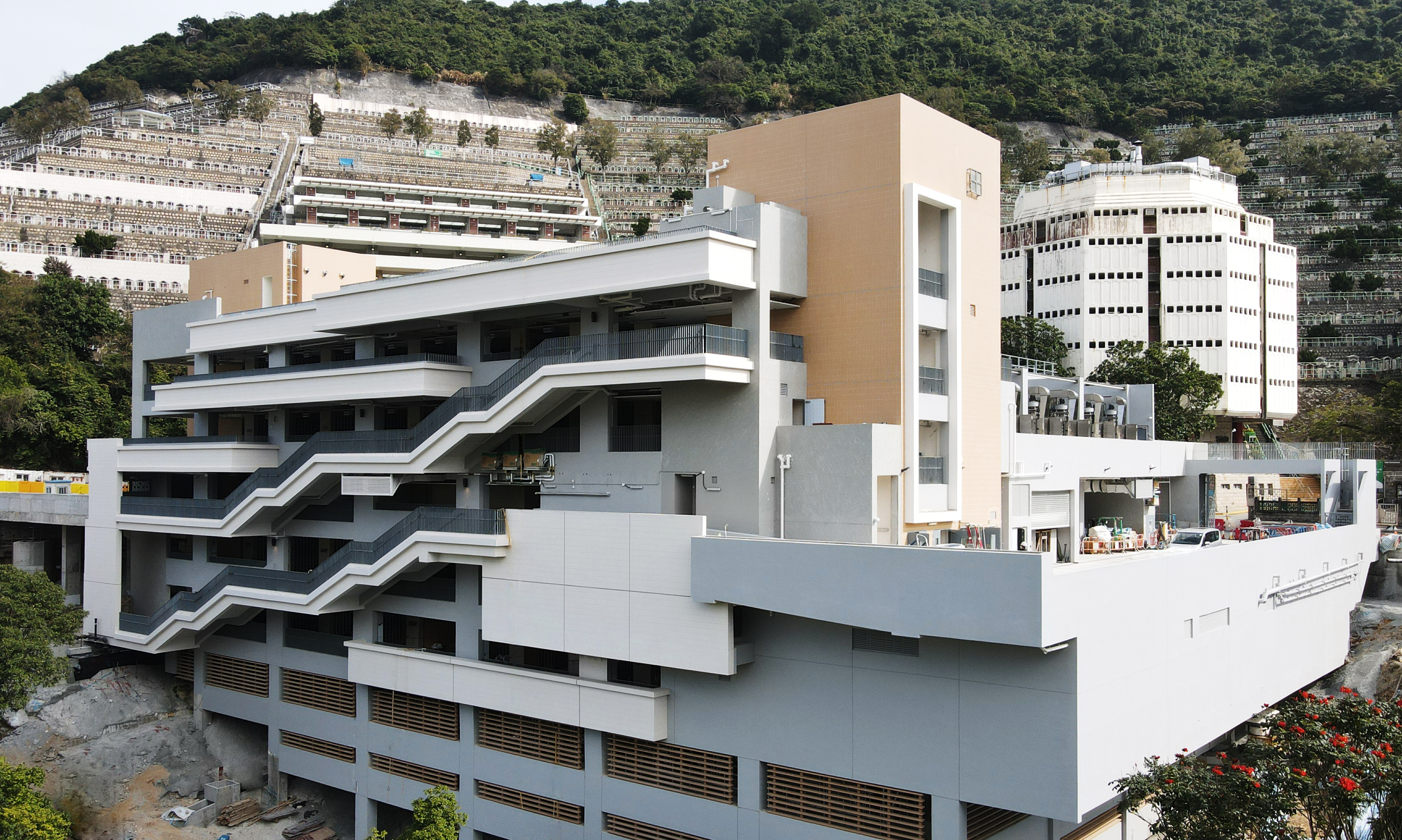
哥連臣角新廈靈灰安置所的外觀

哥連臣角新廈靈灰安置所為樓高5層的骨灰安置所大樓，提供約25,000個骨灰龕位，並設有輔助設施，包括載客升降機、行政辦事處、貯物室、公眾洗手間和急救室等。
食環署致力推廣綠色拜祭，靈灰安置所的其中兩層壁龕範圍（地下低層一樓至二樓）為無煙空間，其餘壁龕樓層（一樓至二樓）設有公共焚香區供市民點香拜祭。
其地下低層一樓和地下低層二樓提供禁香龕位，其餘樓層（一樓至二樓）設有公共焚香區供市民點香拜祭。
哥連臣角永愛園於2021年8月19日啟用，以安放未滿二十四周離世胎兒（流產胎），是繼和合石永愛園後食環署第二個同類設施。

## 建築設計
哥連臣角新廈靈灰安置透過園林和建築設計，使其外觀與周遭環境及景物融合，設施也盡量符合環保原則，避免破壞自然景觀，如在適當位置設置公共清煙環保化寶爐，集中處理焚燒冥鏹活動，減少空氣污染。

## 扶手電梯
為方便市民拜祭先人，政府計劃興建登山有蓋自動扶手電梯系統連接柴灣新廈街至哥連臣角新廈靈灰安置所。2015年東區區議會通過興建相關扶手電梯，工程造價預計為8億港元，2018年第四季開展工程，預計2022年第一季完工。工程期間，新廈街需要長時間局部封閉，由雙線雙程行車縮減至單線雙程行車。扶手電梯最終於2023年10月19日啟用。扶手電梯共有5段，每段均有上行和下行，旁邊有樓梯。工程完工後，有市民表示以往步行斜路上山需時20至30分鐘，而使用扶手電梯只需3、4分鐘即可到達，可節省近十分鐘時間，並稱方便。該通道的開放時間為星期一至星期日上午8:30至下午6:00，而重陽節期間會延長開放至上午7:00至下午7:00。同時，運輸署亦呼籲市民儘可能使用新扶手電梯前往哥連臣角，避免加劇交通擠塞。
2024年清明節時期，相關扶手電梯一度有300人排隊使用。

## 交通

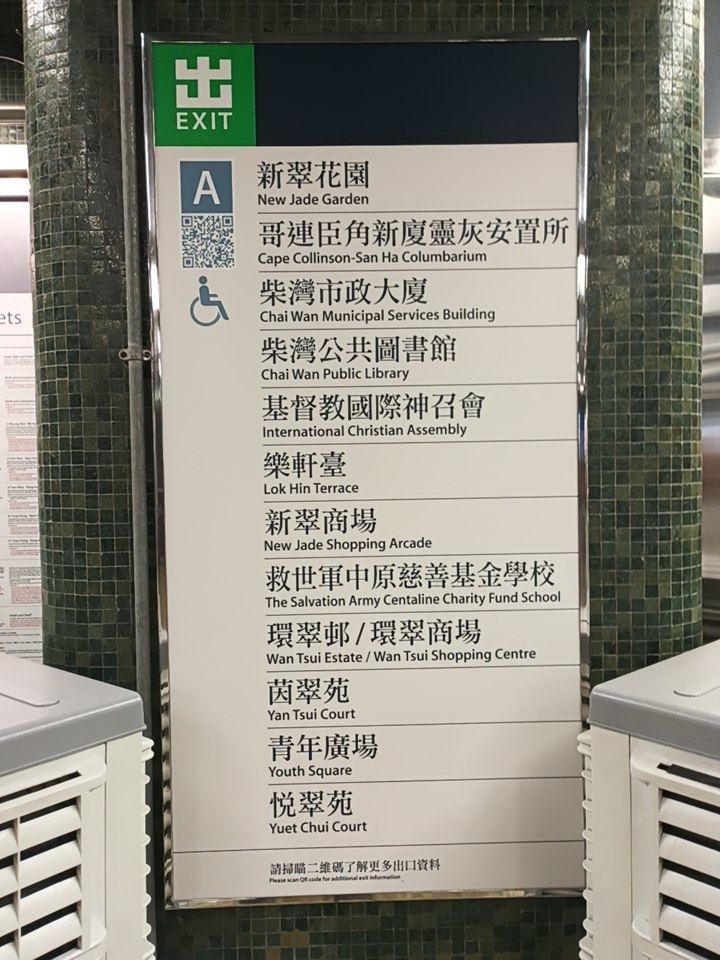
港鐵柴灣站A出口有指示前往哥連臣角新廈靈灰安置所